# Караваджо (фильм, 2007)
«Карава́джо» — итальянский биографический мини-сериал 2007 года режиссёра Анджело Лонгони.
В оригинальной версии картина состоит из двух эпизодов, премьера которых состоялась 3 июля 2007 года на кинофестивале Roma Fiction Fest, на телевидении — 17 и 18 февраля 2008 года на телеканале Rai 1. 
Главную роль исполнил Алессио Бони. Съёмки проходили в 2007 году в Белграде, Риме и на Сицилии.
Картина завоевала кинопремию на Шанхайском международном телевизионном фестивале в 2008 году.
В 2010 году картина одним фильмом была представлена к показу в Японии.

## Сюжет
Сюжет основан на событиях жизни итальянского художника Микеланджело Меризи да Караваджо.
Молодой художник, окончив обучение, приезжает в Рим в надежде продать свои картины и найти работу. Однако его картины вызывают смех, он ввязывается в драки, голодает и ночует с бродягами. Благодаря новым друзьям ему удаётся получать выгодные заказы от вельмож и церкви, однако и со своими заказчиками он конфликтует из-за своего понимания композиции. Вспыльчивый нрав и беспорядочные половые связи с обоими полами вынуждают его часто скрываться от властей и менять место жительства. Во время очередного такого путешествия Караваджо тяжело заболевает и умирает.

## Аудитория
| Эпизод | Премьера на телеканале Италии | Число зрителей | Доля    |
| ------ | ----------------------------- | -------------- | ------- |
| 1      | 17 февраля 2008               | 6 418 000      | 26,47 % |
| 2      | 18 февраля 2008               | 6 446 000      | 25,14 % |

## В ролях
- Алессио Бони — Караваджо
- Елена София Риччи — Констанция Колонна
- Жорди Молья — Франческо дель Монте
- Клер Кейм — Филлида Меландрони
- Паоло Бригулья — Марио Миннити
- Беньямин Задлер — Онорио Лонги
- Сара Фельбербаум — Лена
- Рубен Ригильо — Фабрицио Колонна
- Марта Бифано — Люсия Меризи
- Маурицио Донадони — Томассони Рануччо
- Мария Елена Вандоне — Беатриче Ченчи